# Усубова, Рамиля Шахвелед кызы
Рамиля Шахвелед кызы Усубова (азерб. Ramilə Şahvələd qızı Yusubova; род. 28 июля 1987, Тбилиси) — азербайджанская дзюдоистка, мастер спорта по дзюдо, бронзовый призёр чемпионата мира 2010 года.

## Биография
Рамиля Усубова родилась 28 июля 1987 года в Тбилиси. С 1998 года занимается дзюдо, в 2003 году стала чемпионкой Европы среди молодежи не старше 17 лет, в 2006 и 2009 на чемпионатах Европы среди молодежи не старше 23 года завоевала бронзу.
Первую же свою медаль на чемпионатах среди взрослых Рамиля взяла в 2010 году на чемпионате мира в Токио (бронзу).